# Lago Pirihueico
El lago Pirihueico o Pirehueico es un lago de origen glaciar de Chile, a 68 km al sudeste de la ciudad de Panguipulli, en la provincia de Valdivia de la región de los Ríos. Tiene una superficie de 30,45 km² y una profundidad máxima de 145 m, y está ubicado a una altitud de 586 m.

## Descripción
El lago es uno de los integrantes del grupo conocido como los Siete Lagos y está encerrado entre las montañas de los Andes, en una falla geológica que incluye a los lagos Panguipulli y Lácar, este último ya en Argentina. El lago drena a través del río Fuy, el que —tras confluir con el pequeño río Neltume, emisario del lago Neltume— pasa a llamarse río Llanquihue y acaba desaguando en el extremo sudeste del lago Panguipulli, uno de los lagos de la cuenca alta del río Valdivia.
Su principal acceso es desde Panguipulli, por la carretera internacional hacia el paso fronterizo de Huahum. En la ribera occidental del lago se ubica la localidad de Puerto Fuy (que contaba con 391 habitantes en 2002), mientras que en su ribera oriental se ubica la localidad de Puerto Pirehueico (con solo 13 habitantes en 2002). Entre ambas localidades hay operativo un servicio de ferry.
La flora de los alrededores del lago está compuesta por bosques de coigüe, mañío, notro y ulmo, siendo la ribera sur del lago perteneciente a la Reserva Biológica Huilo Huilo.

## Historia
Recibe su nombre del mapudungun pire, "nieve" y weyko, "laguna".
Luis Risopatrón lo describe en su "Diccionario jeográfico de Chile" (1924) así:: 678 
Pirehueico (Lago). Es de trasmisión, tiene 21 km² de superficie y se encuentra a 590 m de altitud al pié W del cordón limitáneo con la Arjentina; Desagua por el río Fui al río Llanquihue del lago Panguipulli.
A continuación da diferentes versiones de su nombre: Periguaico, Perihualco y Pirihuaico.

## Población, economía y ecología

### Estado trófico
La eutrofización es el envejecimiento natural de cuerpos lacustres (lagos, lagunas, embalses, pantanos, humedales, etc.) como resultado de la acumulación gradual de nutrientes, un incremento de la productividad biológica y la acumulación paulatina de sedimentos provenientes de su cuenca de drenaje.: 4  Su avance es dependiente del flujo de nutrientes, de las dimensiones y forma del cuerpo lacustre y del tiempo de permanencia del agua en el mismo.: 24  En estado natural la eutrofización es lenta (a escala de milenios), pero por causas relacionadas con el mal uso del suelo, el incremento de la erosión y por la descarga de aguas servidas domésticas entre otras, puede verse acelerado a escala temporal de décadas o menos.: 4  Los elementos más característicos del estado trófico son fósforo, nitrógeno, DBO5 y clorofila y la propiedad turbiedad.
Existen diferentes criterios de clasificación trófica que caracterizan la concentración de esos elementos (de menor a mayor concentración) como: ultraoligotrófico, oligotrófico, mesotrófico, eutrófico, hipereutrófico. Ese es el estado trófico del elemento en el cuerpo de agua. Los estados hipereutrófico y eutrófico son estados no deseados en el ecosistema, debido a que los bienes y servicios que nos brinda el agua (bebida, recreación, higiene, entre otros) son más compatibles con lagos de características ultraoligotróficas, oligotróficas o mesotróficas.: 14 
Según un informe de la Dirección General de Aguas de 2018, el lago tenía estado oligotrófico en 1998-1999.: 28 